# Digital object identifier
DOI je zkratka z anglického Digital Object Identifier (česky digitální identifikátor objektu) a označuje centralizovaný komerční systém identifikátorů objektů v prostředí digitálních sítí. Objektem se myslí jakákoli entita (fyzická, digitální nebo abstraktní).
DOI je prostředek k trvalé identifikaci digitálního, hmotného či abstraktního objektu v prostředí digitálních sítí. Jestliže je tentýž objekt zpřístupněn v různých formátech (např. HTML, PDF, XML), mají všechny verze přiděleno shodné DOI.
Roku 1996 byl systém založen Asociací amerických nakladatelů (Association of American Publishers, AAP) za účelem ochrany autorských práv (duševního vlastnictví). Od roku 1998 je rozvíjen nadací IDF (International DOI Foundation), která angažuje další instituce, které napomáhají v různých aplikačních oblastech, například organizace CrossRef.
Od roku 2012 je DOI mezinárodním standardem ISO 26324. Zajišťuje jednoznačnou identifikaci digitálního objektu na internetu, je neměnný a poskytuje trvalý odkaz na dokument. Pomocí DOI je tedy definovanému obsahu dokumentu přidělena trvalá přístupová cesta (hypertextový odkaz) a vše je uloženo v rejstříku.

## Princip funkce
DOI je v podstatě URN. URN má za úkol přesně popsat a identifikovat objekt na internetu, aby byl vždy dohledatelný. Odkazování pomocí DOI by oproti běžnému odkazování pomocí URL mělo být stabilnější: pokud se adresa objektu změní, stačí aktualizovat metadata v DOI, aby odkazovala na platné místo. Společně s DOI a URL jsou v rejstříku uložena metadata popisující daný digitální objekt, případně různé formáty, ve kterých je zveřejněn (HTML, PDF, XML).
Digitálním identifikátorem objektu může být opatřen například:
- časopis; sborník z konference; monografie (kniha); ročník časopisu; série, edice
- článek v časopise; příspěvek v konferenčním sborníku; příspěvek z konference; preprint; kapitola v monografii i jiná část
- peer review (recenzní řízení)
- diplomová práce; disertační práce
- technická zpráva; „pracovní článek“ (working paper)
- norma, jiný standard
- databáze
- grant

aj.
Nejčastěji se DOI využívá k identifikaci vědeckých a univerzitních časopisů, případně knih a jejich částí (kapitol).

## Struktura DOI
Kód identifikátoru se skládá z předpony a koncovky. Předpona je údaj, který jednoznačně identifikuje instituci, která objektu přiděluje DOI; předponu institucím přiděluje organizace CrossRef. K přidělené předponě si instituce sama určí koncovku podle vlastních potřeb a měřítek. Příklad DOI: 10.1058/am123456 – před lomítkem je předpona Masarykovy univerzity, za lomítkem je koncovka identifikující konkrétní objekt. Pokud jde o dokumenty, musí vydavatel zajistit, aby každý dokument měl koncovku odlišnou, a tedy aby nevzniklo totožné DOI pro dva různé dokumenty.

## Náklady na DOI
Členové CrossRef platí poplatky, zpravidla jednou ročně, a musí projít registračním procesem. Výši poplatku určuje příjem organizace, který vychází z publikační činnosti. Ročním příspěvkem je zajištěna úhrada nákladů na rozvoj a inovaci DOI, přičemž pro koncové uživatele, kteří DOI využívají k vyhledávání, je vše bezplatné.
Za každé DOI přidělené aktuálnímu dokumentu je placen poplatek ve výši jednoho dolaru. Starší dokument je zpoplatněn patnácti centy. Dokumentem se myslí článek v časopise, kniha, sborník z konference, příspěvek z konference, technická zpráva a „pracovní článek“ (working paper), diplomová práce a disertační práce. Aktuálností je myšlen aktuální kalendářní rok plus předchozí dva kalendářní roky. Aktuálním dokumentem je pro dokument registrovaný v CrossRef například v roce 2003 dokument zveřejněný v roce 2023 nebo 2022 nebo 2021.

## Směrování DOI
Směrování se využívá k lepší manipulaci s dokumenty, které mají přiděleno DOI. Jestliže uživatel klikne na odkaz v referencích, získá přístup k úplným bibliografickým údajům; navíc mu je zpřístupněna cesta k plnému textu dokumentu. K DOI může být přiděleno i několik URL; jedná se o tzv. vícenásobné směrování. V tomto případě se uživateli zobrazí rozcestí odkazů, ze kterých si vybírá. Ke směrování DOI se dnes nejvíce využívá server http://dx.doi.org/.

## CrossRef
CrossRef je organizace, kterou angažuje IDF. „Členem organizace CrossRef se může stát instituce vydávající primárně vědeckou literaturu, která je dostupná online v digitální podobě. Při přidělování DOI čísel digitálním objektům má instituce následující povinnosti (na příkladu článků v časopise): vložit metadata článku v požadovaném formátu do databáze CrossRef, řešit případné kolize a duplicity přidělených DOI, aktualizovat průběžně metadata článků v databázi CrossRef, zejména pak URL článků.“ K přidělení DOI je tedy nutné stát se členem tzv. registrační agentury, například členem CrossRef, která má dominantní postavení.
K prosinci 2020 bylo členem CrossRef 18 000 organizací ze 148 zemí světa. V současnosti má agentura CrossRef přes 25 000 členů. V systému bylo zaregistrováno více než 140 milionů DOI, z toho je časopisům přiděleno asi 100 milionů (71 %), monografiím asi 24 milionů (17 %), sborníkům z konference okolo 8 milionů (6 %), preprintům a ostatním objektům necelých 8 milionů (5,5 %). Z celkového počtu vydavatelů je 61 % neziskových.

### Nástroje CrossRef
Organizace CrossRef nabízí několik užitečných nástrojů, které mají členové možnost využívat (některé za příplatek). Mezi hlavní patří:
- CrossCheck – slouží k detekci plagiátů. Detekce plagiátů probíhá v globálním měřítku, ale ověřovat lze jen dokumenty, které mají přiděleno DOI a jsou proto v databázi CrossRef.
- Cited-by Linking – zobrazuje aktuální informaci, kde a kdy byl dokument s přiděleným DOI citován. K dokumentům s citacemi je zajištěn přístup.
- CrossMark – jestliže vydavatel aktualizuje dokument, který má přiděleno DOI, tato služba na aktualizovaný dokument poukáže.

## Vyhledání a využití DOI
DOI musí být umístěno u metadat článku v daném časopise; doporučuje se uvádět DOI pomocí permalinku, a to kdekoli, kde je článek zmíněn. Pokud je citován časopisecký článek, kterému je přidělen DOI, je nutné v referencích uvádět DOI citovaného článku.